# Martin Andree

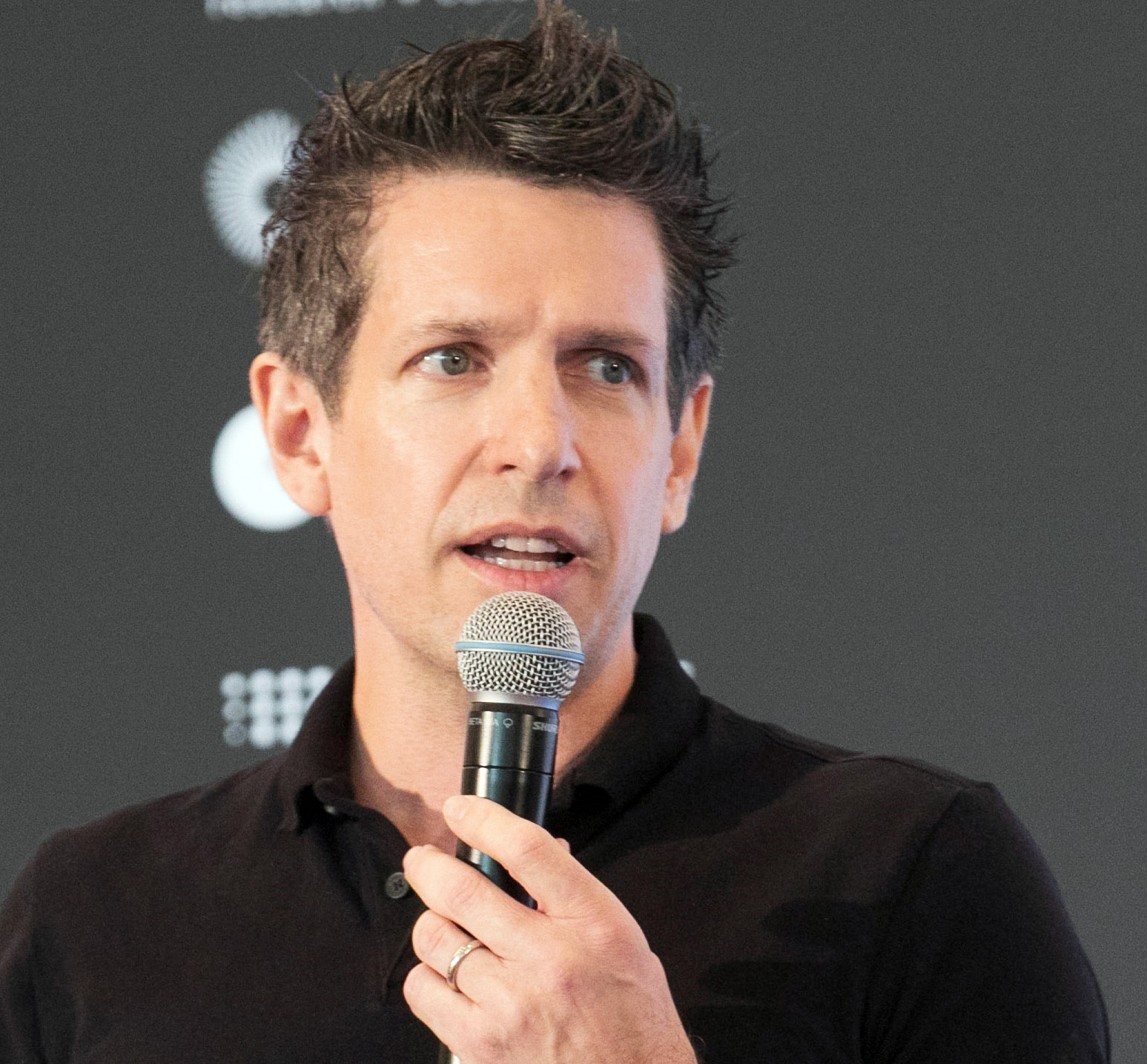
Martin Andree (2020)

Martin Andree (* 1971) ist ein deutscher Wissenschaftler, Gründer und Manager im Bereich digitale Medien und Marketing.

## Leben
Andree studierte an der Universität zu Köln, der Westfälischen Wilhelms-Universität Münster und der University of Cambridge. Sein Studium schloss er 1998 mit dem Magister Artium ab. 2003 folgte die Promotion an der Universität zu Köln. Zwischen 2011 und 2015 absolvierte er ein Executive-Education-Programm an der Harvard Business School in den USA. Andree habilitierte 2018 an der Universität zu Köln im Fach Medienwissenschaften. Dort unterrichtet er im Schwerpunkt digitale Medien.
Andree arbeitete von 1999 bis 2018 im internationalen Marketing bei Henkel im Unternehmensbereich Kosmetik. In dieser Zeit war er unter anderem als Marketing Director in Los Angeles sowie als Geschäftsführer im Mittleren Osten tätig. Von 2012 bis 2018 war er Corporate Vice President International Marketing. Andree gründete 2019 das Start-up AMP Digital Ventures, das sich auf KI-Applikationen und Data Analytics spezialisiert. Das Unternehmen entwickelt eigene Digitalkonzepte wie beispielsweise die NLP basierte KI-Plattform MachineStorming.
Martin Andree ist Gastautor und Interviewpartner als Digital-Experte in  Medien (u. a. ARD, ZDF, NDR, WDR, Frankfurter Allgemeine Zeitung, Die Welt) sowie Redner auf digitalen Konferenzen (u. a. Medienkongress, DMEXCO und Gamescom).

## Monographien
- Archäologie der Medienwirkung. Faszinationstypen von der Antike bis heute, Wilhelm Fink Verlag, München 2005, ISBN 978-3-7705-4160-7.
- Wenn Texte töten. Über Werther, Medienwirkung und Mediengewalt, Wilhelm Fink Verlag, München 2006, ISBN 978-3-7705-4316-8.
- Medien machen Marken. Eine Medientheorie des Marketing und des Konsums, Campus Verlag, Frankfurt am Main 2010, ISBN 978-3-593-39267-7.
- Placebo-Effekte. Heilende Zeichen, toxische Texte, ansteckende Informationen, Wilhelm Fink Verlag, München 2018, ISBN 978-3-7705-6275-6.
- mit Timo Thomsen: Atlas der digitalen Welt, Campus Verlag, Frankfurt am Main 2020, ISBN 978-3-593-51271-6.
- „Big Tech muss weg!“. Campus Verlag, 288 Seiten, August 2023, Rezension in der FAZ (Zusätzliches Material auf der Website zum Buch: bigtechmussweg.de)